# Teatro della Concordia (Ragusa)
Il Teatro Concordia è il teatro più importante della città di Ragusa.

## Storia
Fu costruito a spese delle quattordici famiglie più ricche della città, ed inaugurato il 15 agosto del 1844, venne denominato teatro della concordia in omaggio all'accordo raggiunto dalle famiglie che lo sovvenzionarono.

## Architettura

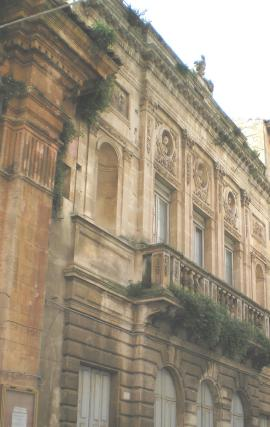
Il teatro oggi.

Presenta forme architettoniche simili al Teatro San Carlo di Napoli, per questo fu soprannominato il piccolo San Carlo, si osservano cinque porte sovrastate da un ampio balcone barocco con tre aperture e due nicchie sferiche lateralmente. Sopra i finestroni si ammirano tre nicchie circolari contenenti tre mezzi busti raffiguranti: Vincenzo Bellini, al centro; Carlo Goldoni, a destra; Vittorio Alfieri, a sinistra. Lateralmente alle nicchie si ammirano due cornici con bassorilievi raffiguranti un gruppo di bambini con strumenti musicali e un altro gruppo danzante. Il terminale della facciata è coronato da una scultura raffigurante lo stemma della città.

## Oggi
Al momento il teatro è chiuso. Nel 2009 viene avviata l'aggiudicazione dell'appalto di ristrutturazione da parte del Comune. Ciononostante non vengono avviati lavori e il teatro, anche oggetto di referendum popolare, rimane trascurato.